# Heinz Edelmann
Heinz Edelmann (ur. 20 czerwca 1934 w Uściu nad Łabą, zm. 21 lipca 2009 w Stuttgarcie) – niemiecki ilustrator i projektant.

## Życiorys
Urodził się w czesko-niemieckiej rodzinie Wilhelma Edelmanna i Josefy (z domu Kladivová) Edelmann.  W latach 1953–1958 studiował grafikę w Kunstakademie Düsseldorf (Akademia Sztuk Pięknych w Düsseldorfie). Swoją karierę rozpoczął jako niezależny ilustrator i projektant plakatów teatralnych i reklam w Niemczech, ale prawdopodobnie najbardziej znany jest z reżyserii i projektów postaci do filmu animowanego Beatlesów Żółta łódź podwodna  z 1968 roku.